# الدوري الأوروغواياني لكرة القدم 1905
الدوري الأوروغواياني لكرة القدم 1905 (بالإسبانية: Campeonato Uruguayo de Primera División 1905)‏ هو الموسم 5 من  الدوري الأوروغواياني لكرة القدم. أشرف على تنظيمه اتحاد أوروغواي لكرة القدم، وكان عدد الأندية المشاركة فيه  5، وفاز فيه نادي كريكت سكة حديد أوروجواي الوسطى.